# Les Alliés
Les Alliés – miejscowość i gmina we Francji, w regionie Burgundia-Franche-Comté, w departamencie Doubs.
Według danych na rok 1990 gminę zamieszkiwało 56 osób, a gęstość zaludnienia wynosiła 11 osób/km² (wśród 1786 gmin Franche-Comté Les Alliés plasuje się na 687. miejscu pod względem liczby ludności, natomiast pod względem powierzchni na miejscu 800.).